# Erick de Armas
Erick de Armas (L'Avana, 1965) è uno scrittore cubano.
Ha iniziato la carriera artistica a sette anni, presentando un programma televisivo per bambini. Ha cantato nel coro di voci bianche dell'Istituto radiotelevisivo cubano e ha recitato in teatro. Si è laureato in medicina nel 1988 e nel 1994 è riuscito a esiliarsi in Belgio dove è tornato al suo primo amore, la musica, e ha pubblicato un album dal titolo Alivio y Recuerdos. Attualmente vive a Barcellona, dove esercita la professione di medico.

## Opere
- Elena è rimasta... y papá también (Epoché, 2007)